# Nukleofil

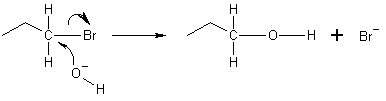
Hydroxidový iont působí jako nukleofil na bromalkan za vzniku alkoholu

Nukleofil (řecky nucleos - česky jádro, řecky philos - česky přítel) je chemická látka, která při chemické reakci poskytuje elektronový pár elektrofilu, čímž mezi nimi vzniká chemická vazba. Protože nukleofil poskytuje elektrony, je z definice Lewisovou zásadou.
Všechny molekuly nebo ionty s volnými páry elektronů mohou reagovat jako nukleofily. Typické nukleofily jsou často záporně nabité částice, mají silně záporný částečný náboj nebo mají volný elektronový pár v relativně vysokoenergetickém atomovém orbitalu. Nukleofily mohou být anionty (například Cl−) nebo sloučeniny s volným párem elektronů (například amoniak NH3).
Nukleofily se zúčastňují mnoha reakcí. Neutrální nukleofilní reakce s rozpouštědly, například alkoholy nebo vodou, se označují jako solvolýza (v případě vody - hydrolýza). Při nukleofilní substituci je nukleofil přitahován k úplnému nebo částečnému kladnému náboji.
Nukleofilita (též nukleofilicita) označuje afinitu nukleofilu k atomovému jádru. Někdy se jí také říká nukleofilní síla, která popisuje nukleofilní charakter látky a často se používá k porovnávání afinity atomů. Opakem nukleofilní částice je částice elektrofilní, která v reakci přijímá elektronový pár poskytnutý nukleofilem a vytváří s ním chemickou vazbu.

## Vlastnosti nukleofilů
- Termíny nukleofil a elektrofil zavedl Christopher Kelk Ingold v roce 1929.[1] Tyto termíny nahradily kationoid a anionoid, které  navrhl Arthur Lapworth již v roce 1925.[2]
- V řádku (periodě) periodické tabulky obecně platí, že čím zásaditější je iont (vyšší pKa konjugátové kyseliny), tím reaktivnější je jako nukleofil.
- Nejdůležitější vlastností pro sílu nukleofility je polarizovatelnost. Polarizovatelné molekuly jsou obecně nukleofilnější než srovnatelně nabité, méně polarizovatelné molekuly.
- Čím snáze lze zdeformovat elektronový obal okolo atomu či molekuly, tím snadněji reaguje nukleofilně. Příkladem je jodidový iont (I−), který je nukleofilnější než iont fluoridový (F−).
- Nukleofilita molekuly je obvykle ekvivalentní nukleofilitě nejvíce nukleofilního atomu.
- Vztah mezi nukleofilitou a zásaditostí je vysoce závislý na typu použitého rozpouštědla. V aprotických polárních rozpouštědlech nukleofilita látky odpovídá její zásaditosti. Čím zásaditější je látka, tím větší nukleofilní charakter. U protických rozpouštědel již tento vztah neplatí. Protická rozpouštědla tvoří vodíkové vazby, proto jsou měkké Lewisovy báze lepší nukleofily než tvrdé.

## Příklady nukleofilních částic
Typické aniontové nukleofily jsou:
- Hydroxid
- Alkoxid
- Karbanion
- Halogenid
- Peroxid
- Kyanid
- Azid

Důležitými neutrálními nukleofily jsou:
- Aminy
- Fosfiny
- Oxid uhelnatý
- Alkeny
- Alkoholy
- Aromatické sloučeniny
- Voda

Jako ambidentní nukleofil se označuje takový nukleofil, který může působit na dvou či více místech za vzniku dvou nebo více produktů. Například thiokyanatanový iont (SCN−) může působit atomem síry, ale také dusíku. Proto reakce SN2 alkylhalogenidů s tímto iontem často dávají směs RSCN (alkylthiokyanátu) a RNCS (alkylisothiokyanátu). Podobně to platí i pro Kolbeho syntézu nitrilů.

## Příklady nukleofilních reakcí
Důležitými nukleofilními reakcemi jsou:
- Nukleofilní substituce v nasycených sloučeninách
- Nukleofilní adice v nenasycených sloučeninách
- Adičně-eliminační reakce v karbonylových sloučeninách

Nukleofilní reakce spojuje dva reakční partnery kovalentní vazbou. Charakteristické pro nukleofily je, že samy o sobě poskytují oba elektrony potřebné pro vazbu, zatímco elektrofil pouze přispívá svou schopností stabilizovat elektronový pár. Podobně jako u redoxních reakcí, kde každá oxidace současně znamená redukci druhého reakčního partnera, nukleofilní reakce jsou okamžitě následovány odpovídající elektrofilní reakcí.
Například kyslík z hydroxidového iontu poskytuje elektronový pár k vazbě s uhlíkem na konci brompropanové molekuly. Vazba mezi uhlíkem a bromem pak podléhá heterolýze, atom bromu zachytí poskytnutý elektron a stane se bromidovým iontem (Br−). Probíhá SN2 reakce, což znamená, že hydroxidový iont působí na atom uhlíku na opačném konci oproti tomu, na kterém je bromidový iont. Proto reakce SN2 vedou k obrácení konfigurace elektrofilu. Je-li elektrofil chirální, obvykle si svou chiralitu udrží, byť je konfigurace produktu oproti původnímu elektrofilu převrácena.